# استند جدید
استند جدید روستایی در دهستان بهناباد بخش شاسکوه شهرستان زیرکوه استان خراسان جنوبی ایران است.

## جمعیت
بر پایه سرشماری عمومی نفوس و مسکن در سال ۱۳۹۵ جمعیت این روستا ۱٬۱۰۰ نفر (در ۳۱۹ خانوار) بوده‌است.روستایی مهاجر پذیر و رو به آبادانی است.

## جاذبه‌های گردشگری
- سد خاکی کافور
- دره زیبای ارغوان
- درخت سرو ۱۵۰۰ ساله
- غار پهلوان
- مزار آخوند ملادرویش محمد

## نگارخانه

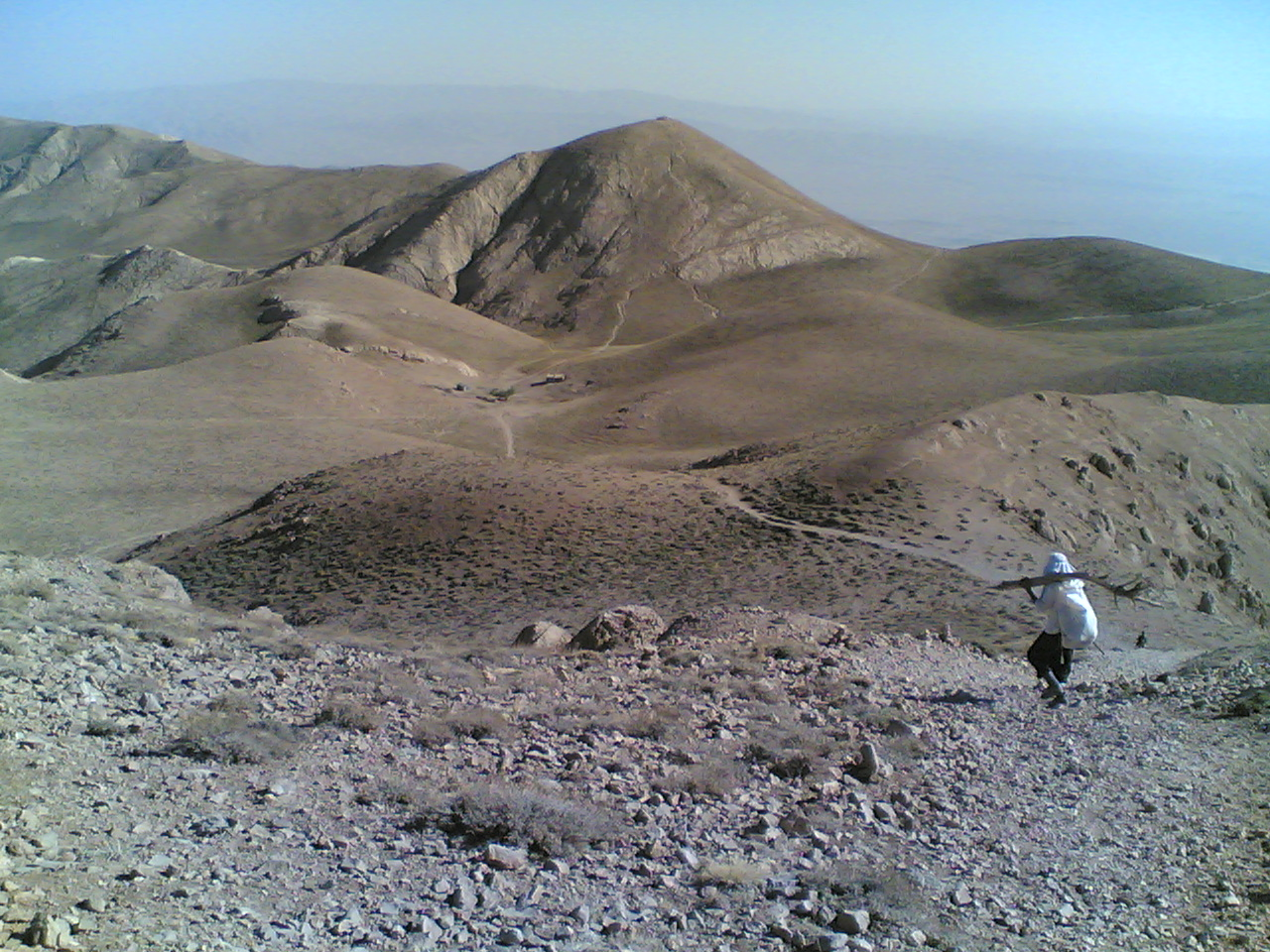
بر فراز شاسکوه
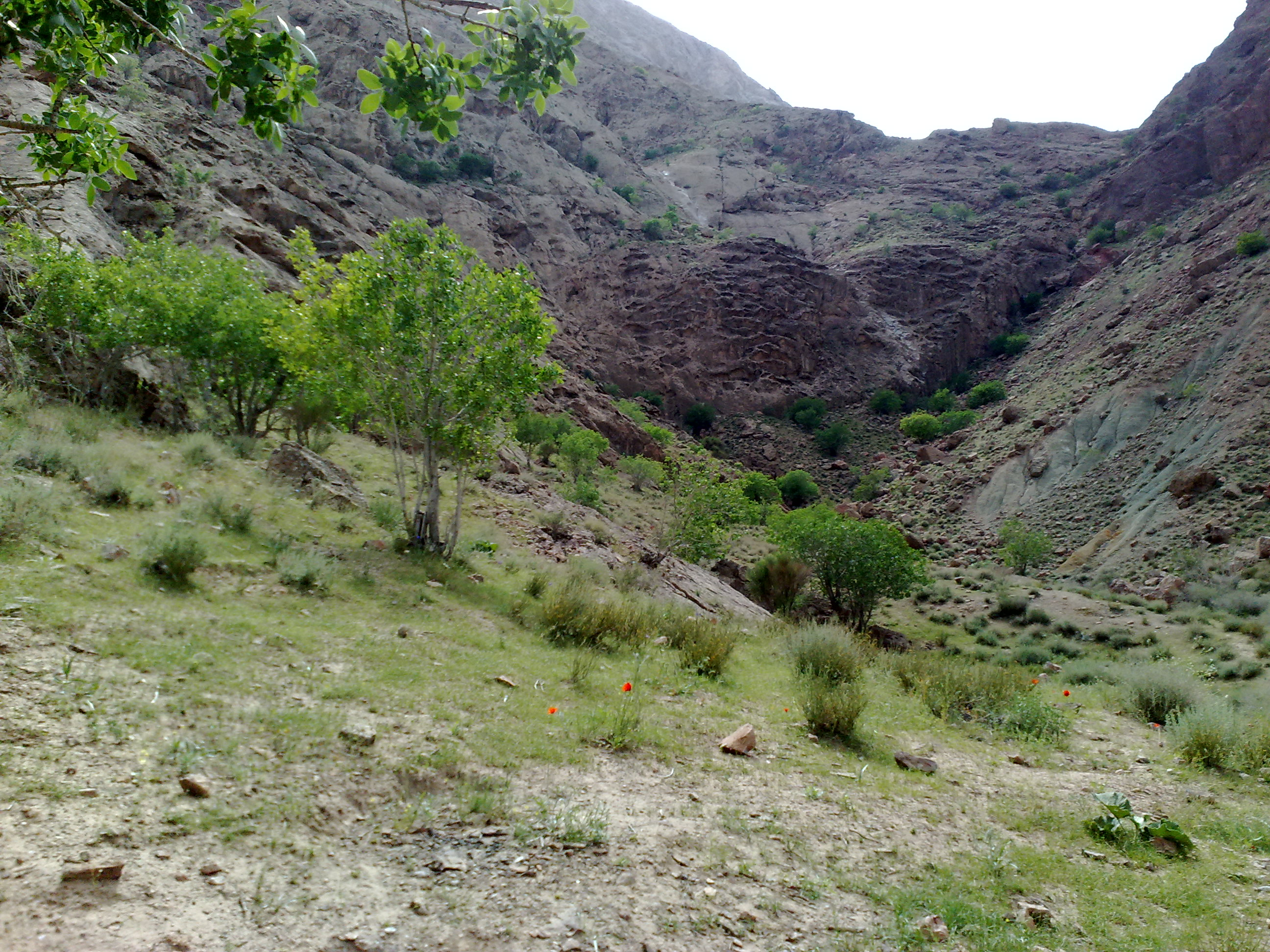
دربند استند
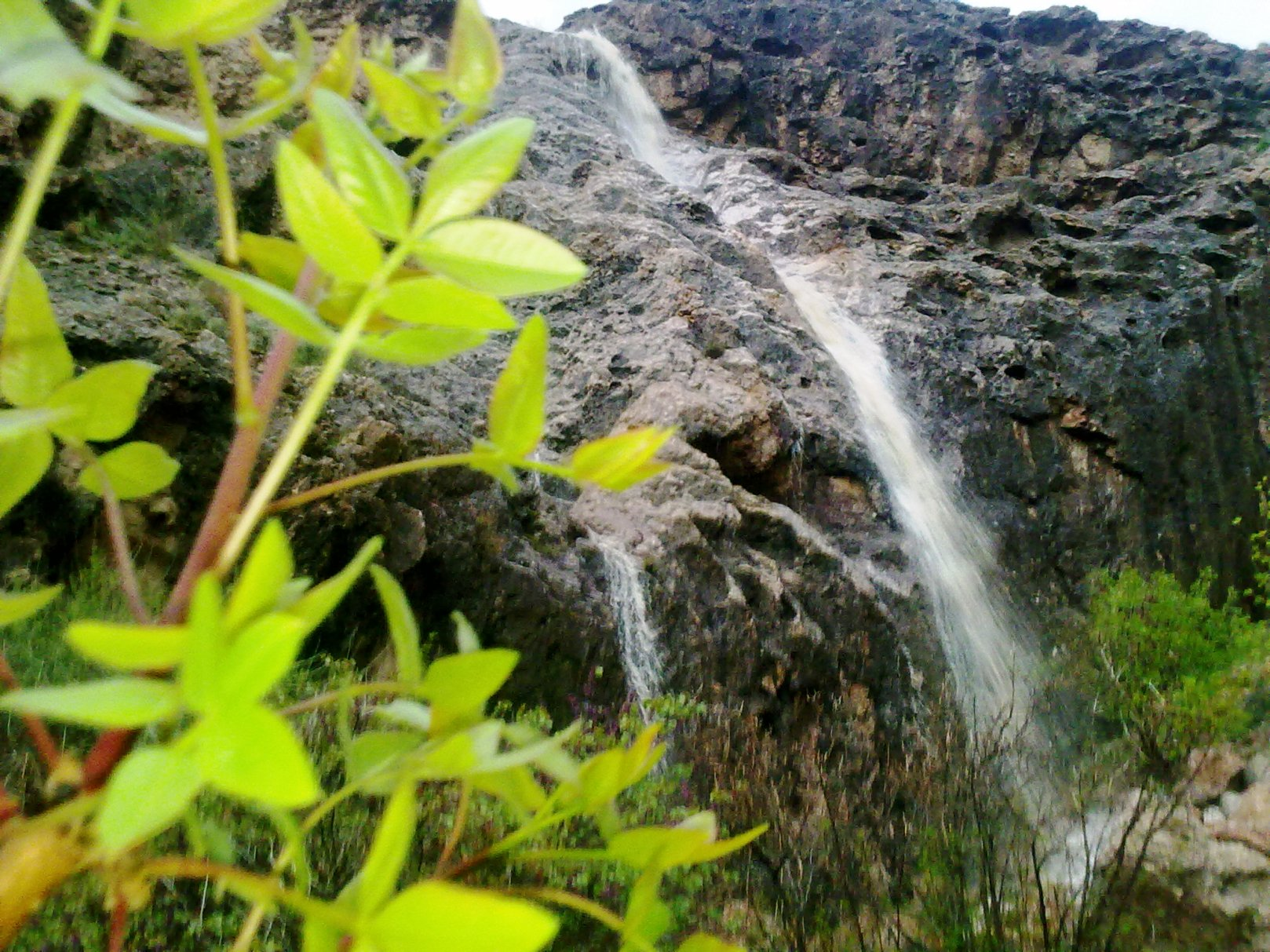
دربند
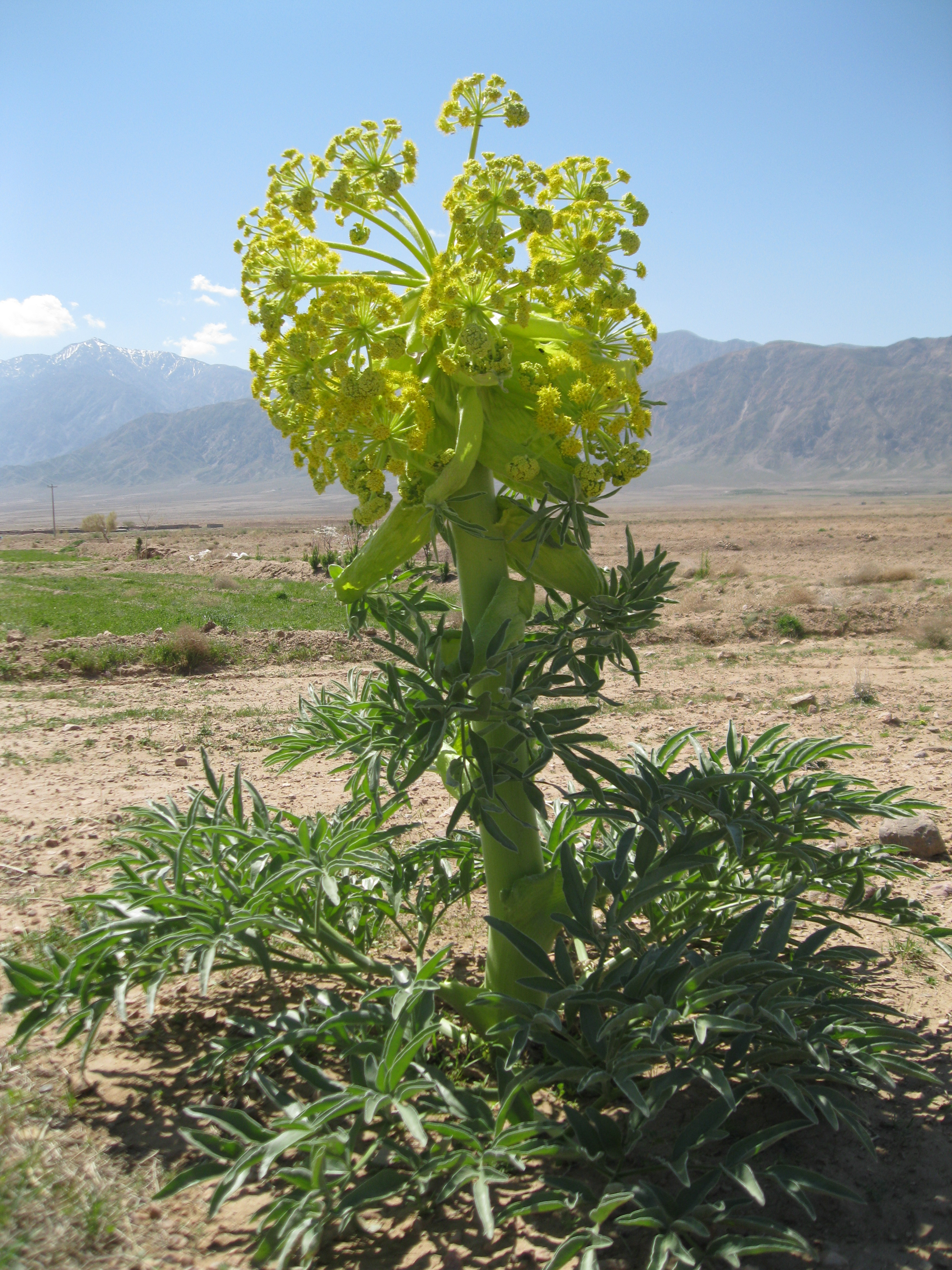
کمای استند
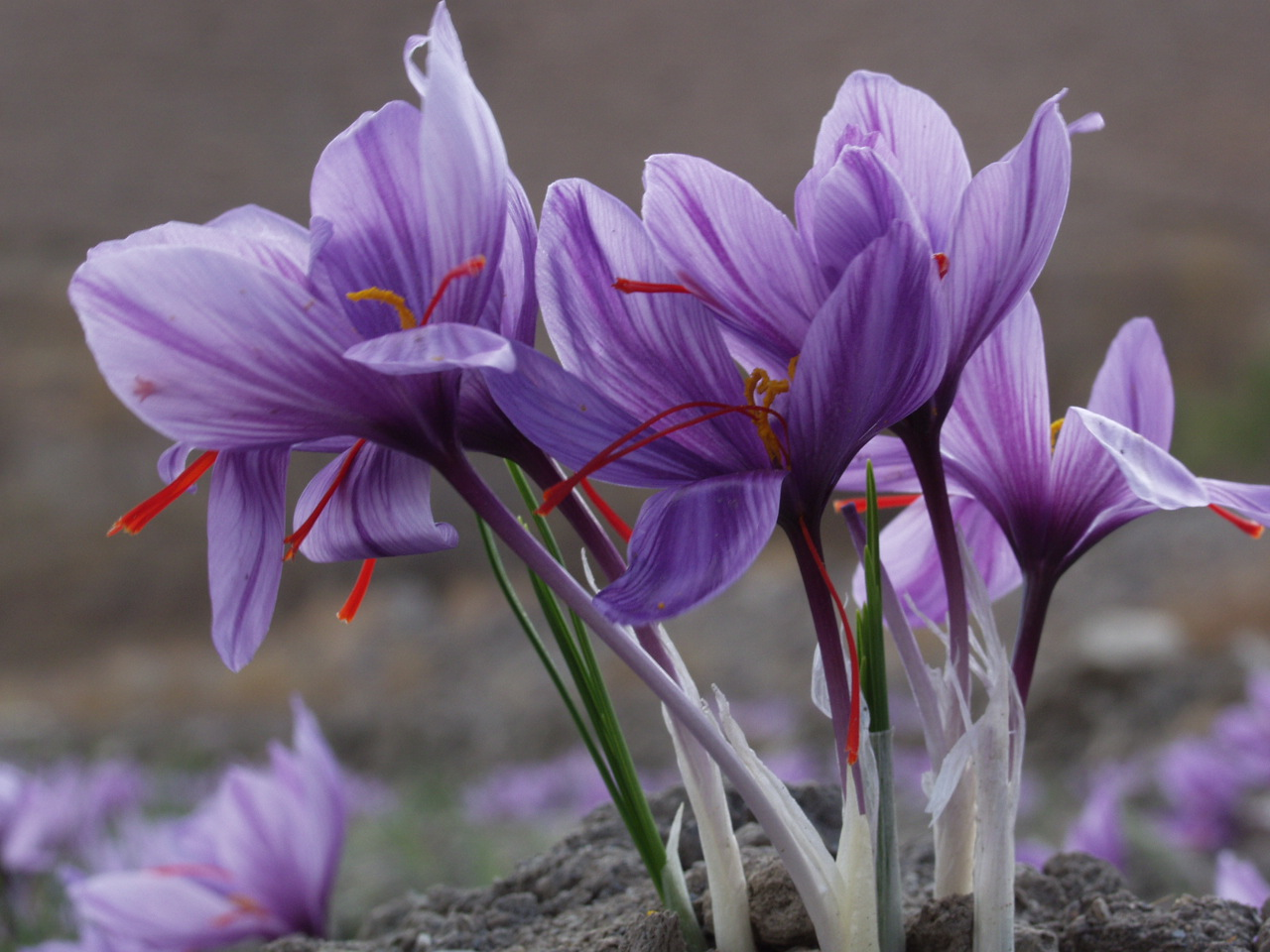
زعفران استند